# Ambato Boeny
Ambato Boeny (lub Ambatoboeny) – miasto w północno-zachodniej części Madagaskaru, w prowincji Mahajanga. Liczy 21 054 mieszkańców.